# 슈부이아

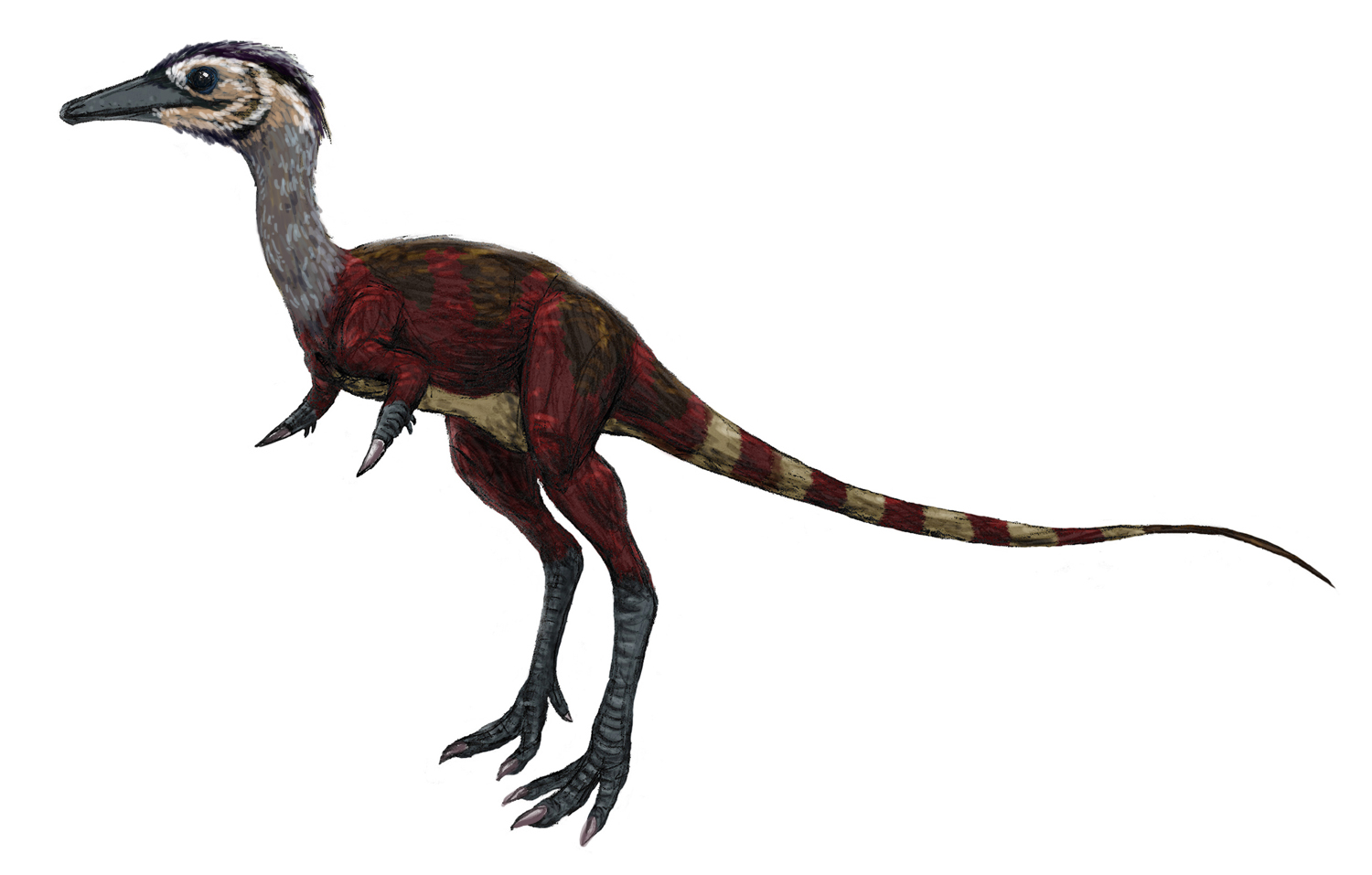

슈부이아(Shuvuuia) 또는 슈부이아 데세르티(Shuvuuia deserti)는 중생대 백악기 후기 몽골에 살았던 알바레즈사우루스과의 속한 잡식성 공룡이다. ‘새’를 뜻하는 몽골어와 ‘사막’을 뜻하는 라틴어에서 파생된 것으로 몽골의 고비 사막에서 화석이 발견되었다.
이 화석은 8000만년 되었으며, 일부 과학자들이 공룡에서 새로 변해가는 중간 단계 중에서도 후기에 해당된다고 믿는, 알바레즈사우르스과(Alvarezsauride) 공룡의 두개골이 포함된 최초의 화석이다. 슈부이아 데세르티는 칠면조 크기에 두발로 걸었으며 꼬리와 목이 길었고 짧은 앞다리에는 뭉툭한 발톱이 달려 있었으며 날지 못하는 동물이었다. 이후에 발견된 표본에서는 퇴화된 두 번째 손가락과 세 번째 손가락이 발견되었다. 슈부이아 데세르티의 생김새는 전형적인 현생 조류의 모습과 달랐다. 이를 토대로 고생물학자들은 백악기 후기에 존재하던 새의 종류도 현생 조류만큼이나 다양했을 것이라고 결론지었다. 슈부이아 데세르티의 경우에는 현생 조류와 두개골의 움직임이 유사했다. 즉 주둥이를 위아래로 자유롭게 움직여 입을 크게 벌릴 수 있었다.